# روتردام (هولندا)
روتردام أو رُتِردَم هي بلدية هولندية، تتبع جنوب هولندا، بلغ عدد سكانها 629,078  نسمة في 2016، عاصمتها روتردام، رمزها البريدي هو 3000–3099، و3181.

## الموقع
تشترك في الحدود مع:
- باين آكر- نوتدورب
- كريمبن آن دن آيسل
- بريله
- نيسافارد
- ريدركيرك
- فيستفورنه
- ألبراندزفارد
- باريندريخت
- ماسلاوس
- فلاردينجن
- دلفت
- كابيلا آن دن آيسل
- زاودبلاس
- سخيدام
- لانسينجيرلاند
- ميدن- دلفلاند
- فيستلاند
- برنيسه.

## مدن توأم
المدن التوأم:
- إيسش سور ألزيتي.